# جاي كورتوا
جاي كورتوا (بالفرنسية: Guy Courtois)‏ (و. 1922 – 2006 م) هو طبيب أعصاب، من كندا، توفي عن عمر يناهز 84 عاماً.